# Heinrich Mehl
Volker Heinrich Mehl (* 2. Februar 1941 in Breslau; † 15. Januar 2025 in Eckernförde) war ein deutscher Ethnologe. Er war als Vertreter des Deutschen Akademischen Austauschdienstes (DAAD) in Westafrika und Japan aktiv und arbeitete in leitenden Funktionen in verschiedenen natur- und volkskundlichen Museen in Deutschland. Unter anderem war er als Dezernent der Museumsinsel Schloss Gottorf in Schleswig-Holstein und am Hohenloher Freilandmuseum in Schwäbisch Hall tätig. Als Mitglied der Gesellschaft für Schleswig-Holsteinische Geschichte unterstützte er Initiativen zum Erhalt natur- und volkskundlicher Artefakte und veröffentlichte mehrere Bücher, Schriften und Artikel mit kulturhistorischem Bezug.

## Leben
Volker Heinrich Mehl war der mittlere von drei Söhnen. Seine Schulzeit war wechselhaft aufgrund unterschiedlicher beruflicher Stationen seines Vaters. Er besuchte zwischen 1954 und 1961 die Schulen in Kronach und Bad Königshofen. Ab 1963 studierte Mehl Germanistik, Anglistik, Pädagogik und Kunstgeschichte an der Julius-Maximilians-Universität Würzburg. Er verbrachte dabei zwei Kultursemester an der Universität Wien. Nach Abschluss des Studiums promovierte Mehl mit dem Titel Fränkische Bildstöcke in Rhön und Grabfeld. Frommer Sinn und kulturelles Erbe am Lehrstuhl von Josef Dünninger. Seine Dissertation wurde im Jahr 1968 mit „magna cum laude“ ausgezeichnet. Im Anschluss begann er seine berufliche Laufbahn beim Deutschen Akademischen Austauschdienst (DAAD).
Zwischen 1969 und 1973 arbeitete er als Lektor für Deutsche Sprache des Deutschen Akademischen Austauschdienstes an der University of Liberia im westafrikanischen Monrovia. Zuvor absolvierte er eine Vorbereitungsphase am Goethe-Institut in Rothenburg ob der Tauber als Vorbereitung auf den 4-jährigen Auslandsaufenthalt. Im Anschluss arbeitete er als Kulturreferent beim Landratsamt Rhön-Grabfeld. Im Dezember 1975 begann ein weiterer Auslandsaufenthalt als Vertreter des DAAD auf Kyushu, Japan. Ab 1979 war Mehl Museumsreferent am Rathaus in Schwäbisch Hall mit dem Schwerpunkt der Betreuung des Keckenberg-Museums und dem Aufbau des Hohenloher Freilandmuseums. Dies umfasste maßgeblich den Aufbau des Hohenloher Dorfs mit mehr als 50 historischen Anlagen und Gebäuden. 1992 erfolgte ein weiterer Kurzeinsatz als Gastdozent an der staatlichen Universität in Kumamoto in Japan. Im Anschluss war er als Volkskunde-Dezernent am Schleswig-Holsteinischen Landesmuseums Schloss Gottorf tätig. 2004 ging Mehl in den Ruhestand.
Nach seiner Anstellung am Landesmuseum Schleswig-Holstein unterstützte er ehrenamtlich dänische Forscher auf Schloss Sonderburg bei verschiedenen Ausstellungsprojekten. Zwischen 2004 und 2011 war er im „Senior Experten Service“ (SES) Bonn bei verschiedenen Einsätzen als Berater für russische Universitäten vornehmlich in Tscheljabinsk tätig.
Heinrich Mehl war ab 1969 verheiratet. Mit seiner Frau hatte er zwei Töchter. Mehl lebte in Eckernförde, wo er am 15. Januar 2025 im Alter von 83 Jahren starb.

## Publikationen
Volker Heinrich Mehl engagierte sich als freier Journalist, Lyriker und Buchautor neben seinen Positionen in Museen und städtischen Kultureinrichtungen. Insgesamt blickt er auf mehr 50 Veröffentlichungen zwischen 1969 und 2021 zurück.

### Bücher
- Fränkische Bildstöcke in Rhön und Grabfeld. Frommer Sinn und kulturelles Erbe. 1978, ISBN 3-429-00538-8
- Kirchen und Kapellen in Rhön-Grabfeld. Parzellers Buchverlag & Werbemittel GmbH & Co. KG, Fulda 1979, ISBN 3-7900-0091-4
- mit Hans-Jürgen Flamm: Haller Schützenscheiben: Eine gemalte Chronik der Stadt Schwäbisch Hall und ihres Umlands. Jan Thorbecke Verlag, Stuttgart 1985, ISBN 3-7995-7620-7
- mit Jutta Matz: Vom Kienspan zum Laserstrahl – Zur Geschichte der Beleuchtung von der Antike bis heute. Husum Druck- und Verlagsgesellschaft 2000, ISBN 3-88042-968-5
- Aus Schleswig-Holsteins Vergangenheit – Volkskundliche Notizen. Boyens Medien GmbH & Co.KG, 2006, ISBN 3-8042-1192-5
- Früher war alles besser. Über das Unbehagen an unserer Zeit. Boyens Medien GmbH & Co.KG, 2007, ISBN 978-3-8042-1216-9
- Kleinstadt-Lyrik. BoD 2009, ISBN 978-3-8370-5315-9
- mit Ursula Wedler / Rudolf Kling (Hrsg.): Wir lieben Bücher – Über die Leidenschaft für das gedruckte Wort: 32 Autorinnen und Autoren erzählen. ihleo verlag, Husum, 2022, ISBN 978-3-96666-058-7

### Zeitschriftenbeiträge
- Türen – ein Spiegel der Zeit. Eckernförder Zeitung vom 14. Oktober 2014.